# Roubion (Alpes Marítimos)
Roubion é uma comuna francesa na região administrativa da Provença-Alpes-Costa Azul, no departamento Alpes Marítimos. Estende-se por uma área de 27,3 km².